# K.D. Aubert
Karen Denise "K.D." Aubert, även känd som K.D. Rose, född 6 december 1978 i Shreveport i Louisiana, är en amerikansk skådespelerska och fotomodell. Hon har också sitt alldeles egna skivbolag, som går under namnet Roseland.
Aubert, som är uppvuxen i Riverside och Los Angeles (båda i Kalifornien), upptäcktes när hon arbetade bakom sminkdisken på varuhuskedjan Macy's. Hon började därefter att agera som modell för Victoria's Secret, Noxzema, Frederick's of Hollywood och Escada, för att bara nämna några av de kända varumärken, som hon har arbetat för. I sin skådespelarkarriär har hon bland annat synts i filmer som Friday After Next, Brottsplats Hollywood, DysEnchanted (kortfilm), Soul Plane, In the Mix, The Grand och Surfer, Dude.

## Filmografi (i urval)

### Filmer
- 2002 – The Scorpion King
- 2002 – Friday After Next
- 2003 – Brottsplats Hollywood
- 2004 – DysEnchanted
- 2004 – Soul Plane
- 2005 – In the Mix
- 2007 – The Grand
- 2008 – Surfer, Dude

### TV-serier
- 2003 – Buffy och vampyrerna (TV-serie)
- 2005 – Bones (TV-serie)
- 2008 – CSI: New York (TV-serie)
- 2011 – Entourage (TV-serie)
- 2014 – Franklin & Bash (TV-serie)
- 2015 – Key & Peele (TV-serie)

### Musikvideos
- 1999 – "You" (Jesse Powell)
- 1999 – "What'chu Like" (Da Brat feat. Tyrese)
- 2002 – "Trade it All Part II" (Fabolous feat. P. Diddy)
- 2003 – "Into You" (Fabolous feat. Tamia)
- 2003 – "Your Pop's Don't Like Me" (Nick Cannon)
- 2004 – "Number One" (John Legend feat. Kanye West)
- 2004 – "Karma" (Lloyd Banks feat. Avant)
- 2005 – "Number One Spot" (Ludacris)
- 2006 – "I Don't Like the Look of It" (Da BackWudz)
- 2007 – "Ridin'" (Belly feat. Mario Winans)
- 2008 – "She Got Her Own" (Ne-Yo feat. Jamie Foxx & Fabolous)
- 2008 – "Got it For Me" (Slique)
- 2010 – "Lay It Down" (Lloyd)
- 2010 – "Down on Me" (Jeremih feat. 50 Cent)
- 2024 – "Bachelor" (Turbo & Gunna)

### Videospel
- 2007 – Def Jam: Icon (röst)